# روآن (فرانسه)

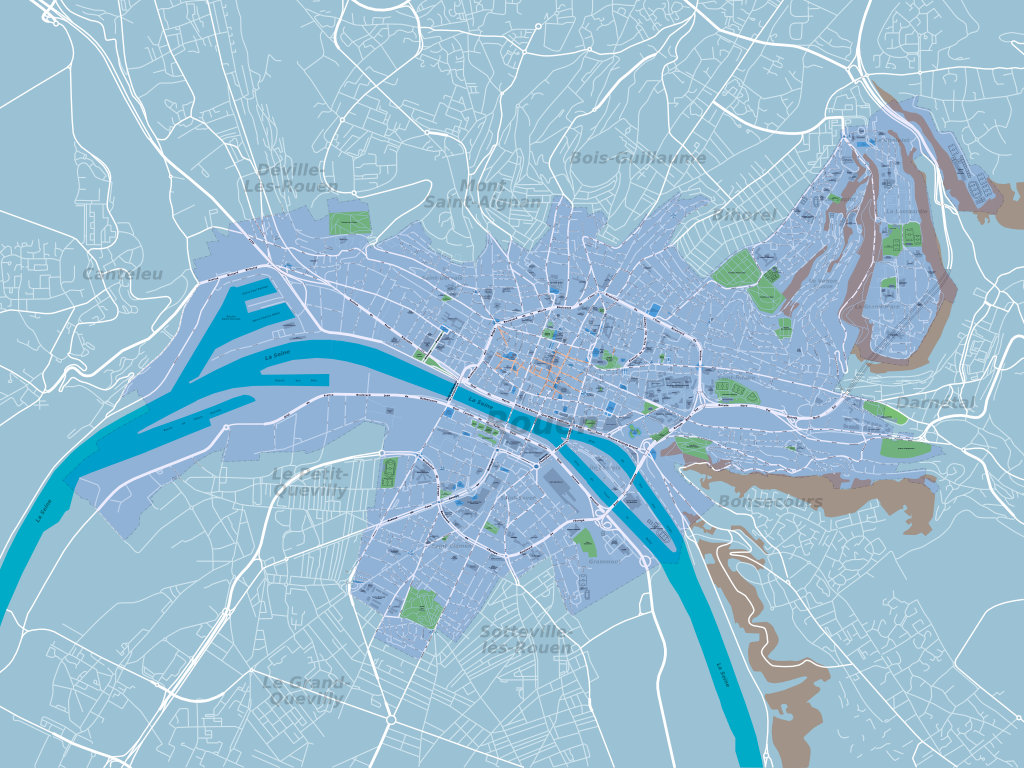
نقشهٔ روآن

روآن (به فرانسوی: Rouen) نام یکی از شهرهای فرانسه است. این شهر تاریخی مرکز نورماندی بوده و در شمال باختری پاریس و بالای رود سن جای دارد. روآ امروزه مرکز بخش نورماندی علیا است.
روآن در سده‌های میانه یکی از بزرگترین و کامیاب‌ترین شهرهای اروپا و خزانهٔ نورماندی بود. همچنین این شهر پایتخت شماری از فرمانروایان آنگلونورمن -که میان سده‌های ۱۱ تا ۱۵ میلادی بر انگلستان و بخش‌های بزرگی از فرانسه فرمان‌می‌راندند- بود. ژان دارک دوشیزهٔ رزمجوی فرانسوی در سال ۱۴۳۱ در این شهر به آتش کشیده‌شد.
جمعیت این شهر برپایهٔ سرشماری ۲۰۱۲، ۱۱۱٬۵۵۷ تن برآورد شده‌است.

## شهرهای خواهر
- کلیولند آمریکا
- هانوفر آلمان
- نارویچ بریتانیا
- نینگبوی چین
- سالرنوی ایتالیا
- ویهرووی لهستان